# Calvin Hill
Calvin G. Hill (* 2. Januar 1947 in Baltimore, Maryland) ist ein ehemaliger US-amerikanischer American-Football-Spieler. Er spielte als Runningback in der National Football League (NFL).

## Herkunft
Der Vater von Hill war Farmer und betrieb zunächst eine Farm in South Carolina. Die Familie von Hill zog nach Baltimore, wo der Vater eine Arbeitsstelle als Bauarbeiter annahm. Später zog die Familie nach New York City, wo er die High School besuchte. Obwohl die Familie in bescheidenen Verhältnisse lebte, versuchte sie Hill ein Studium an einem College zu ermöglichen.

## Spielerlaufbahn

### College
Hill studierte an der Yale University in New Haven, Connecticut. Es war zunächst vorgesehen, dass er als Quarterback eingesetzt wird. Aufgrund der Konkurrenzsituation am College wurde er aber bereits in seinem ersten Jahr bei den Yale Bulldogs als Runningback eingesetzt. Neben seiner Footballausbildung betrieb Hill Leichtathletik und machte seinen Abschluss in Geschichte.

### NFL
Hill wurde in der ersten Runde an 24. Stelle des NFL Draft 1969 von den Dallas Cowboys ausgewählt. Bereits in seinem ersten Jahr wurde Hill vom Head Coach der Cowboys, Tom Landry, als Starter eingesetzt. 1971 konnte Hill mit seiner Mannschaft ins NFC Championship Game einziehen. Gegner der Cowboys waren die San Francisco 49ers. Hill gelang im Spiel ein Touchdown und er trug zum 14:3-Sieg seiner Mannschaft entscheidend bei. Mit dem Sieg konnten Hill und sein Team in den Super Bowl einziehen, der mit 24:3 gegen die Miami Dolphins gewonnen wurde. Im darauf folgenden Jahr war Hill mit 1036 Yards der erste Runningback der Cowboys, der mehr als 1000 Yards Raumgewinn in einem Jahr erzielen konnte. 1973 gelang ihm mit 1142 Yards nochmals der Sprung über diese Hürde. Nach einem Abstecher in die World Football League (WFL) schloss er sich 1976 den Washington Redskins an. Ab 1978 spielte er für vier Jahre bei den Cleveland Browns. 1981 beendete er seine Laufbahn.

## Sportfunktionärslaufbahn
Unmittelbar nach seiner Spielerlaufbahn arbeitete Hill im Büro der Browns und beschäftigte sich mit der Integration von Spielern, die mit Suchtproblemen zu kämpfen hatten. Von 1987 bis 1994 war er Vize-Präsident der Baltimore Orioles, einer Mannschaft aus der Major League Baseball (MLB). Danach versuchte er – erfolglos – zusammen mit Investoren ein Baseballteam in Washington, D.C. zu etablieren. 1997 kehrte er zu den Cowboys zurück und betreut dort seither zusammen mit seiner Frau Spieler, die mit dem Gesetz in Konflikt geraten sind.

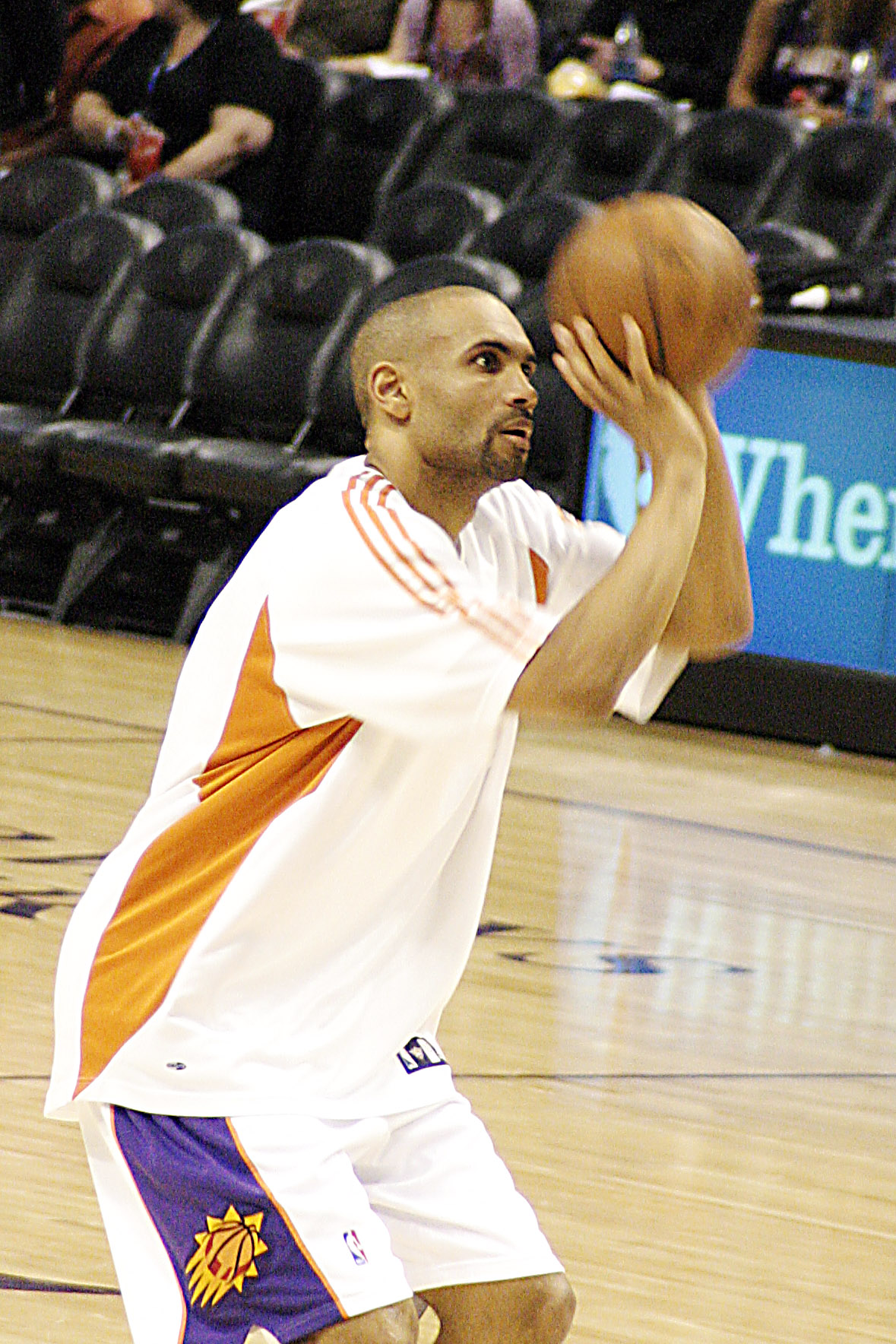
Grant Hill

## Ehrungen
1969 wurde Hill zum NFL Offensive Rookie of the Year gewählt. Er spielte viermal im Pro Bowl und wurde zweimal zum All-Pro ernannt. Er ist Mitglied der Maryland Athletic Hall of Fame.

## Abseits des Spielfelds
Hill ist der Vater des Basketballspielers Grant Hill. 1970 gründeten Studenten der Yale University eine Organisation, die eine Kindertagesstätte und einen Kindergarten in New Haven betreibt. Calvin Hill war damit einverstanden, dass diese Organisation seinen Namen trägt.

## Quelle
- Jens Plassmann: NFL – American Football. Das Spiel, die Stars, die Stories (= Rororo 9445 rororo Sport). Rowohlt, Reinbek bei Hamburg 1995, ISBN 3-499-19445-7.